# San Fernando (Tamaulipas)
San Fernando ist eine Stadt in Mexiko. Sie liegt im Bundesstaat Tamaulipas und hat circa 30.000 Einwohner. San Fernando ist der Verwaltungssitz des gleichnamigen Municipio San Fernando.
Sequoyah, der Erfinder der Cherokee-Silbenschrift, starb im August 1843 in der Nähe von San Fernando.

## Geschichte
Der Ort wurde 1749 gegründet und 1751 aufgrund von Überschwemmungen verlegt.
2010 im Zuge des Massakers von San Fernando und 2011 durch den Fund von Massengräbern gelangte San Fernando ins Interesse internationaler Medien.